# Кеннет Дейл Кокрелл

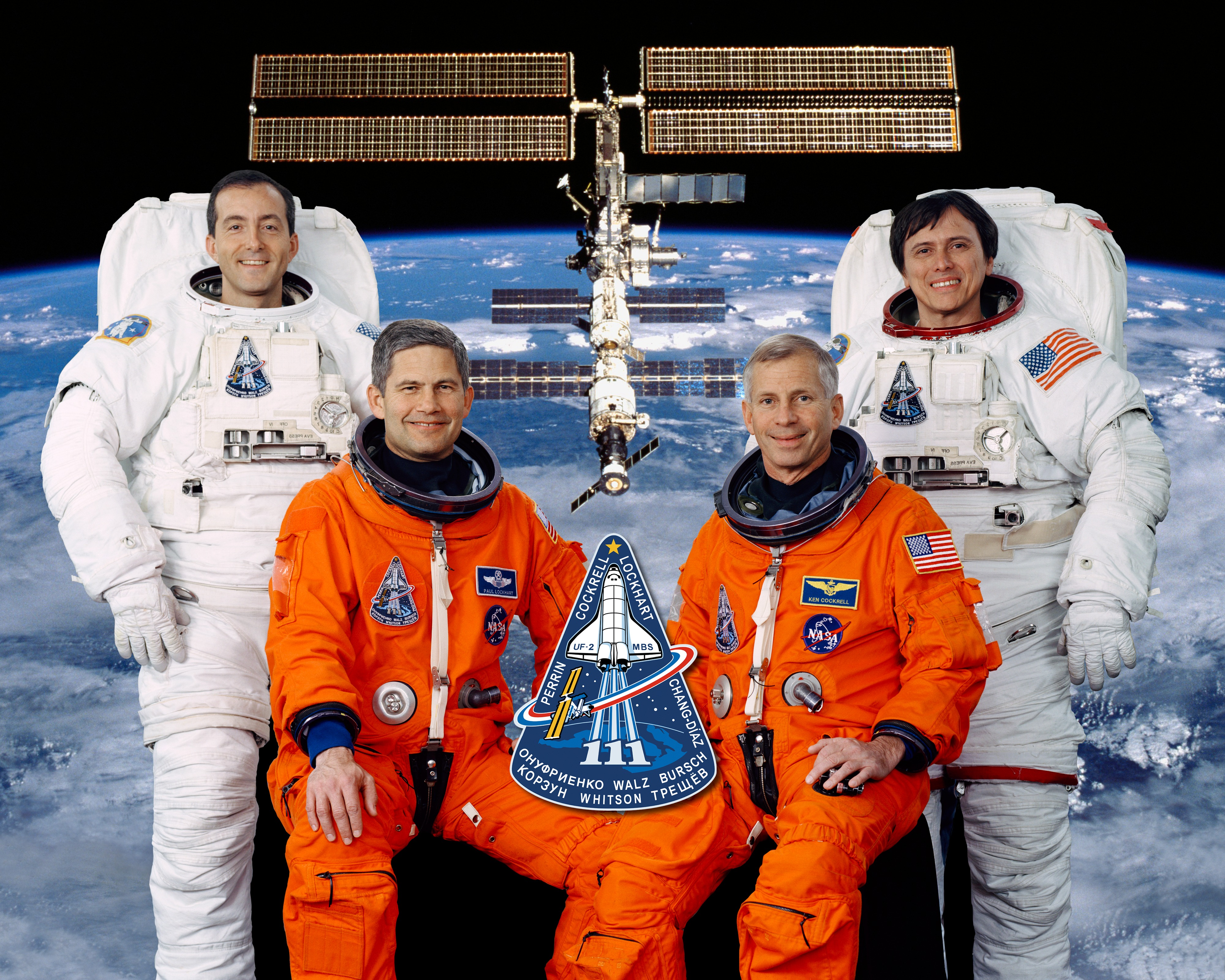
Екіпаж STS-111: (зліва-направо): Перрен, Локхарт, Кокрелл, Чанг-Діаз

Кеннет Дейл «Тако» Кокрелл (англ. Kenneth Dale «Taco» Cockrell, народ. 1950) — астронавт НАСА. Зробив п'ять космічних польотів на шаттлах: STS-56 (1993 р., «Дискавері»), STS-69 (1995 р., «Індевор»), STS-80 (1996 р., «Колумбія»), STS-98 (2001 р., «Атлантіс») і STS-111 (2002 р., «Індевор»), полковник ВМС США. 

## Освіта
- Середню школу закінчив в 1968 році у місті Рокдейл, штат Техас.
- У 1972 році здобув ступінь бакалавра наук у галузі машинобудування в Університеті Техасу, в Остіні і був мобілізоааний до війська.
- В 1974 році здобув ступінь магістра наук у галузі авіаційних систем у Західнофлоридському Університеті (Пенсакола).

## До НАСА
Він пройшов льотну підготовку і з 1975 по 1978 рік служив на борту авіаносця «Мідуей». Потім став льотчиком-випробувачем і протягом декількох років служив на борту авіаносця «Констеллейшн». У 1987 році Кокрелл пішов з флоту і вступив до Відділ польотів повітряних суден Космічного Центру імені Джонсона в Х'юстоні, штат Техас як льотчик-випробувач.

## Підготовка до космічних польотів
Брав участь у 11-му і 12-му наборах астронавтів. У січні 1990 року був зарахований до загону НАСА у складі тринадцятого набору, кандидатом в астронавти. Став проходити навчання за курсом загальнокосмічної підготовки. Після закінчення курсу, у липні 1991 року отримав кваліфікацію «спеціаліст польоту» і призначення в Офіс астронавтів НАСА. Займався питаннями підльоту до аеродрому, посадкою, гальмуванням, шинами і гальмами шатлів. Неодноразово займав посаду оператора зв'язку. Протягом одного року як директор з операцій працював у Росії, в Зоряному містечку. Він був сполучною ланкою в організації навчання між Управлінням астронавтів і Центром підготовки космонавтів (ЦПК) імені Ю. А. Гагаріна в Зоряному містечку. Кокрелл був заступником директора по операціях льотних екіпажів. Крім того, він служив льотчиком-інструктором на літаках T-38 Talon.

## Польоти в космос

### Перший політ
STS-56, шаттл «Діскавері». З 8 по 17 квітня 1993 як «фахівець польоту». Політ був присвячений вивченню озонового шару атмосфери над північною півкулею за допомогою лабораторії ATLAS-2. Її назва є акронімом від Atmospheric Laboratory for Applications and Science (Лабораторія для фундаментальних і прикладних досліджень атмосфери). Також екіпаж шаттла вивів на орбіту науково-дослідний супутник SPARTAN (англ. Shuttle Pointed Autonomous Research Tool for Astronomy) для спостереження сонячної корони. Після двох діб автоматичної роботи апарата, він був захоплений маніпулятором шатла і повернений у вантажний відсік «Дискавері». Під час польоту STS-56 астронавтам «Дискавері» вперше вдалося зв'язатися з орбітальною станцією «Мир» за допомогою радіоаматорських засобів зв'язку. Тривалість польоту склала 9 днів 6 годин 9 хвилин.

### Другий політ
STS-69, шаттл «Індевор». З 7 по 18 вересня 1995 як «пілот». Це другий політ для фонду «Створимо захисний щит» (WSF), в ході якого НАСА безкоштовно вивело на орбіту багаторазовий супутник у формі блюдця, який буде летіти поряд з Міжнародною космічною станцією (МКС) протягом декількох днів. WSF вело дослідження зростання тонких плівок в майже ідеальному вакуумі. Екіпаж вивів на орбіту багаторазовий астрономічний супутник SPARTAN. Був виконаний вихід у відкритий космос для перевірки збірки апаратури на зовнішній поверхні міжнародної космічної станції і випробування нових теплозахисних удосконалень скафандрів. Тривалість польоту склала 10 діб 20 годин 30 хвилин.

### Четвертий політ
STS-98, шаттл «Атлантіс». З 7 по 20 лютого 2001 року як «командир корабля». Основним завданням була доставка на Міжнародну космічну станцію (МКС) лабораторного модуля «Дестіні». Тривалість польоту склала 12 діб 21 годин 21 хвилини.

### П'ятий політ
STS-111, шаттл «Індевор». З 5 по 19 червня 2002 року як «командир корабля». Основним завданням була доставка на Міжнародну космічну станцію (МКС) 5-ї основної експедиції, частини UF2 багатоцільового модуля постачання (MPLM) - «Леонардо», мобільної системи обслуговування MBS, наукової апаратури і вантажів. Тривалість польоту склала 13 діб 20 годин 36 хвилин.

## Джерело
- Офіційна біографія НАСА [Архівовано 23 листопада 2013 у Wayback Machine.] (англ.)